# Flo Rida
Tramar Lacel Dillard, més conegut pel nom artístic de Flo Rida, (Miami Gardens, 16 de desembre de 1979) és un cantautor i raper estatunidenc d'origen haitià.
Va representar a San Marino al Festival de la Cançó d'Eurovisió 2021 a Rotterdam, Països Baixos, juntament amb Senhit.

## Biografia
Quan era un adolescent va viatjar pel món amb el grup de rap Live Crew, més tard va aparèixer a diferents discs ajudant o col·laborant amb diferents artistes. Van cercar algun segell discogràfic que l'agafés, però van ser rebutjats. Llavors va trobar diferents feines després de graduar-se l'any 2001, va anar a la Universitat de Nevada a Las Vegas durant dos anys, per llavors deixar la universitat per la música. El mateix any va tornar a Florida per remuntar la seva carrera musical i després va firmar amb el segell discogràfic Poe Boy/Atlantic. L'any 2008 va actuar com a solista en el seu disc "Mail on Sunday", en el que es va donar a llum el seu primer èxit senzill "Low" amb la col·laboració de T-Pain convertint-se en un gran èxit i col·locant-se en el nombre ú del Billboard Hot 100 durant 10 setmanes consecutives. D'aquest mateix àlbum van destacar dues cançons d'estil senzill més: "Elevator" i "In the Ayer", també amb un èxit molt gran. En l'any 2009 el seu segon disc d'estudi titulat "R.O.O.T.S." en el qual es desprèn amb un major èxit el single "Right round" el qual es va mantindre per sis setmanes consecutives en Billboard Hot 100, així i tot segueixen amb el seu segon número a la seva carrera. I l'any 2010 va aparèixer juntament amb en David Guetta amb el "Club can't handle me" arrasant les estadístiques i estant moltes setmanes en el número u. L'any 2012 creà la cançó "Good Feeling".